# Bruksizm senny
Bruksizm senny – zaburzenie polegające na zgrzytaniu zębami podczas snu, któremu może towarzyszyć ślinotok. Etiologia prawdopodobnie wieloczynnikowa, łącząca działanie czynników patofizjologicznych, psychologicznych i anatomicznych, może być uwarunkowany genetycznie. Występowanie bruksizmu sennego na podstawie badania polisomnograficznego szacuje się na 43% populacji globalnej.